# 2004年夏季残疾人奥林匹克运动会萨尔瓦多代表团
2004年夏季残疾人奥林匹克运动会萨尔瓦多代表团是萨尔瓦多派出的2004年夏季残疾人奥林匹克运动会代表团。未获得奖牌。